# Jan Metzelaar
Jan Adriaansz Metzelaar (* 21. Oktober 1891 in Vlissingen, Provinz Zeeland, Niederlande; † 4. Oktober 1929 im Grand Lake, Michigan), manchmal auch als Jan A. Metzelaar zitiert, war ein niederländisch-US-amerikanischer Fischereibiologe und Ichthyologe.

## Leben
Metzelaar war der Sohn von Adrian Cornelis Metzelaar und Gerberdina Alida Venster. Er studierte zunächst zwei Jahre an der landwirtschaftlichen Hochschule in Wageningen, bevor er sich 1912 an der Universiteit van Amsterdam einschrieb, wo er von Max Wilhelm Carl Weber und anderen Professoren in Biologie ausgebildet wurde. Den Doktortitel erwarb er 1919 mit der Dissertation Over tropisch atlantische visschen über die Systematik der Fische des tropischen Atlantiks, insbesondere in den niederländischen Westindischen Inseln. Im selben Jahr heiratete er Maria Wilhelmina Blankert, mit der er drei Söhne hatte. 
Er veröffentlichte auch eine kürzere Abhandlung über westindische Fische sowie eine Arbeit über die Fortbewegung im Zusammenhang mit der Form der Schwanzflosse bei Fischen. Zu seinen ichthyologischen Bemühungen gehörte auch die Erstellung einer Checkliste der ostafrikanischen Meeresfische, die jedoch noch nicht veröffentlicht wurde. Noch bevor er promoviert wurde, nahm Metzelaar eine Stelle als Ausbilder im Fischereidienst der niederländischen Regierung an und erstellte während dieser Tätigkeit eine populärwissenschaftliche Broschüre über die niederländischen Fischgründe sowie eine Notiz über den Kommensalismus von Tieren. Danach fuhr er häufig zur See, bis nach Island, und vervollständigte seine Ausbildung in der praktischen Fischereiforschung.
Im November 1923 emigrierte Metzelaar in die Vereinigten Staaten, wo er Fischereiexperte am Michigan Department of Conservation wurde und auch als Kurator für Fische am Zoologischen Museum fungierte. Hier befasste er sich hauptsächlich mit der Ichthyofauna Michigans. Am 2. Oktober 1929 erhielt Metzelaar die Staatsbürgerschaft der Vereinigten Staaten. Zwei Tage später ertrank er im Alter von 37 Jahren im Grand Lake 23 km nördlich von Alpena, Michigan, während der Ausübung seiner Forschungsarbeit. Seine Frau, die in Ann Arbor als Schullehrerin tätig war, kehrte in die Niederlande zurück und starb 1949.
Metzelaar zeigte bereits früh ein Interesse an der allgemeinen Biologie, das sich in seiner Übersetzung von Lamarcks Philosophie zoologique ins Niederländische manifestierte. Darüber hinaus führte er eine Vielzahl von Experimenten zur Genetik von Tauben durch und publizierte mehrere wissenschaftliche Abhandlungen zu diesem Thema.

## Erstbeschreibungen von Jan Metzelaar
- Acanthemblemaria Metzelaar, 1919
- Melanorhinus Metzelaar, 1919
- Evermannichthys Metzelaar, 1919
- Ctenosciaena gracilicirrhus (Metzelaar, 1919)
- Bryx dunckeri (Metzelaar, 1919)
- Acanthemblemaria spinosa Metzelaar, 1919
- Bathygobius curacao (Metzelaar, 1919)
- Starksia sluiteri (Metzelaar, 1919)
- Scorpaenodes tredecimspinosus (Metzelaar, 1919)
- Paralabrax dewegeri (Metzelaar, 1919)
- Gobius senegambiensis Metzelaar, 1919
- Spaniblennius riodourensis (Metzelaar, 1919)
- Priolepis hipoliti (Metzelaar, 1922)
- Elacatinus horsti (Metzelaar, 1922)
- Melanorhinus boekei Metzelaar, 1919
- Haemulon boschmae (Metzelaar, 1919)
- Torpedo mackayana Metzelaar, 1919
- Muraena dinocephala Metzelaar, 1919
- Conopeum commensale Kirkpatrick & Metzelaar, 1922

## Ehrungen und Dedikationsnamen
Nach Jan Metzelaar ist die Metzelaar Bay im Presque Isle County, Michigan benannt. Carl Leavitt Hubbs benannte 1923 die Grundelart Evermannichthys metzelaari nach Metzelaar, der dieses Taxon bereits im Jahr 1919 erstbeschrieb, jedoch dafür das Homonym Evermannichthys spongicola verwendete.